# Patricio Pasquel
Patricio Pasquel Quintana (16 de marzo de 1972) es un jinete mexicano que compite en la modalidad de salto ecuestre. Ganó una medalla de plata en los Juegos Panamericanos de 2019, en la prueba por equipos.

## Palmarés internacional
| Juegos Panamericanos | Juegos Panamericanos | Juegos Panamericanos | Juegos Panamericanos |
| Año                  | Lugar                | Medalla              | Categoría            |
| -------------------- | -------------------- | -------------------- | -------------------- |
| 2019                 | Lima (Perú)          | Medalla de plata     | Por equipos          |